# Орюджю, Барыш
Барыш Орюджю (нем. и тур. Barış Örücü; 10 мая 1992 года, Крефельд) — турецкий и немецкий футболист, играющий на позиции полузащитника.

## Клубная карьера
Барыш Орюджю начинал заниматься футболом в Германии, где родился и вырос, в клубах «Байер 04» и «Дуйсбург». Летом 2011 года он стал игроком клуба турецкой Суперлиги «Бурсаспор». 30 октября 2011 года Барыш дебютировал в главной турецкой лиге, выйдя на замену в конце домашнего поединка против «Манисаспора». За 2 сезона в «Бурсаспоре» он появлялся на поле лишь в нескольких официальных матчах. Летом 2013 года Барыш перешёл в команду Первой лиги «Денизлиспор», где стал игроком основного состава. 15 сентября 2013 года он забил свой официальный первый гол, открыв счёт в домашнем матче против «Самсунспора». Проведя сезон 2013/14 в «Денизлиспоре» Барыш подписал контракт с клубом Суперлиги «Коньяспором», где изредка появлялся в играх чемпионата и Кубка Турции. В начале июля 2015 года он перешёл в «Аланьяспор», с которым по итогам сезона 2015/16 завоевал место в Суперлиге. 14 сентября 2015 года Барыш, выйдя на замену на 73-й минуте домашней игры с «Кайсери Эрджиесспором», успел в оставшееся время сделать дубль, принеся «Аланьяспору» волевую победу со счётом 2:1.